# 二硒化碳
二硒化碳是一种无机化合物，化學式 CSe2。它是一種橙黃色且有刺激性氣味的油状液體，不溶于水，可溶于有机溶剂。

## 制备、结构、反应
二硒化碳分子呈线形，可在550℃以下藉由硒粉與二氯甲烷反應製得：
2 Se + CH2Cl2 → CSe2 + 2 HCl
1936年，Grimm和Metzger通过硒化氢和四氯化碳在热管中的反应，发现了二硒化碳。
二硒化碳类似二硫化碳，会在高压下聚合。它所形成的聚合物的主链是 –[Se–C(=Se)–C(=Se)–Se]–，是一种半导体。
二硒化碳是四硒富瓦烯的前体，后者与四硫富瓦烯相似，可以用来合成导电聚合物和有机超导体。
二硒化碳和仲胺反应，产生二烷基二硒代氨基甲酸盐：
2 Et2NH + CSe2 → (Et2NH2+)(Et2NCSe2−)
二硒化碳和氯气反应主要产生四氯化硒，亦会产生CCl3SeCl和(CCl3)2Se。

## 危害
二硒化碳的蒸汽压高。它有中等毒性，吸入有害，因容易跨膜运输而危险。它在储存中缓慢分解（在-30℃下，每月大约分解1%），成本很高。
纯二硒化碳的气味和二硫化碳非常相似，但与空气混合后会产生极难闻的气味。二硒化碳于1936年首次合成时，其气味迫使附近的村庄撤离。由于这种气味，人们开发了各种替代品以避免使用二硒化碳。